# Petersaue
La isla Petersaue es una isla fluvial alemana en el río Rin, administrativamente perteneciente al estado federado de Hesse, que tiene una superficie de 50 hectáreas y una longitud de 2,98 kilómetros.
Hace 10.000 años la isla se formó a partir de sedimentos calcáreos de los Alpes. Su nombre actual proviene de la época de las Guerras Napoleónicas.
El acceso a la isla está restringido a personas autorizadas.